# На згарищі Сіболи
«На згарищі Сіболи» (англ. Cibola Burn) — науково-фантастичний роман Джеймса С. А. Корі (псевдоніми Деніела Абрагама та Тай Франка) 2014 року та четверта книга серії «Експансія». Він розповідає про те, як екіпаж Росинанта приєднується до потоку людства в галактиці, використовуючи ворота, побудовані стародавньою цивілізацією, яка також виробила протомолекулу. «На згарищі Сіболи» створена під сильним впливом західних історій, дещо відступаючи від попередніх тем серії, щоб розповісти історію виживання на кордоні. Під час випуску «На згарищі Сіболи» видавництво Orbit Books оголосило, що Джеймс С. А. Корі напише три додаткові книги в серії (додавши до двох, які вже були заплановані), щоб довести серію до дев'яти романів і різних оповідань. «На згарищі Сіболи» слугує основою для четвертого сезону телесеріалу «Простір», який був випущений Amazon Video 13 грудня 2019 року.

## Передумови
Після подій «Брами Абаддона» людство отримало доступ до тисяч нових світів і сонячних систем через мережі воріт. На початку «На згарищі Сіболи» Організація Об'єднаних Націй, марсіанські уряди та уряди Альянсу зовнішніх планет наразі обмежували зусилля з дослідження та колонізації однією корпоративною науковою дослідницькою місією на одній із цих планет, яка називається Ілус або Нова Терра. Ілус має земну біосферу та життя, і вкритий руїнами інопланетної цивілізації, яка створила протомолекулу.
Перед тим, як блокада набула чинності, Барбапіккола, корабель біженців з Ганімеда (переміщений внаслідок подій «війни Калібану»), втік через кільце та заснував на Ілусі колонію для видобутку літію під назвою Перша посадка. Тим часом ООН віддала права на заселення планети місячній компанії Royal Charter Energy (RCE), яка відправляє на планету групу вчених на кораблі Едвард Ізраель для вивчення інопланетної біосфери, а біженців вважає сквотерами. Обидві сторони претендують на право власності на планету в протистоянні, що відображає багато колоніальних взаємодій протягом історії.

## Короткий зміст сюжету
На Ілусі група колоністів з Першої висадки, включно з Басією Мертон, підриває посадковий майданчик RCE, коли приземляється один з їхніх шатлів, намагаючись не дати корпорації захопити контроль над планетою. Однак Бася запускає бомби, коли шатл опиняється надто близько, ненавмисно вбиваючи десятки людей. Вцілілих RCE, включно з біологом Елві Окойє, забирають до себе мешканці містечка, і обидві сторони починають неспокійно співіснувати, хоча усвідомлення того, що деякі з колоністів були причетні до нападу, спричиняє зростання напруженості. Коли ситуація наближається до подальшого насильства, ООН та OPA вирішують відправити Джима Голдена та екіпаж Росинанта для посередництва у відносинах між колоністами та RCE. Все ще переслідуваний видіннями Міллера, викликаними Протомолекулою, які спонукають його дослідити планету, щоб розслідувати зникнення її колишніх мешканців, Голден погоджується.
Група агресивних колоністів влаштовує засідку і вбиває охоронців RCE, які виявляють бомби, використані для нападу на шатл. Начальник служби безпеки Едварда Ізраеля, психопат Адольфус Мертрі, сам приземляється на планеті, прибувши якраз перед Голденом і Амосом з Росинанта. Голден спостерігає, як Мертрі холоднокровно вбиває колоніста на очах у натовпу. Посередницькі зусилля Голдена здебільшого зазнають невдачі, а ситуація на планеті стає дедалі жорстокішою. Кульмінація настає, коли Мертрі дізнається про змову колоністів з метою вбити його і Голдена, і мстить, вбиваючи колоністів, причетних до цієї змови. Басю, яка брала участь в обговоренні змови, але вирішила не брати в ній участі і попередила Голдена, захоплюють у полон. Хоча Мертрі хоче його вбити, Голден замість цього бере Басю під варту від імені ООН і відвозить його на борт Росинанта, де він чекає на суд. Тим часом видіння Міллера спонукає Голдена дослідити «сліпу пляму» на планеті, де Протомолекула не може бачити.
На беззбройному Едварді Ізраелі виконуючий обов'язки начальника служби безпеки Дмитро Гавелок отримує від Муртрі доручення підготувати до бою загін інженерів і озброїти шаттл. Екіпаж Росинанта, який все ще перебуває на орбіті (Наомі та Алекс), виявляє озброєний шатл, і Наомі намагається саботувати його, але її захоплює Гавелок і заарештовує. Поки Голден і Мертрі сперечаються про її звільнення, раптовий потужний вибух на іншому боці планети спричиняє катастрофу на рівні вимирання. Маючи обмаль часу, колоністи та персонал RCE ховаються в інопланетних руїнах поблизу Першої посадки. Ударна хвиля від вибуху знищує місто, хоча руїни інопланетян слугують надійним притулком для людей на поверхні. Настає погодний режим, схожий на ядерну зиму, з постійними дощами. На додачу до всього, вибух призводить до активації мережі оборони прибульців на орбіті, яка збиває будь-які шатли, що доставляють допомогу на поверхню, і виводить з ладу реактори всіх кораблів на орбіті, через що їхні орбіти повільно спадають і не дають їм можливості досягти поверхні планети.
Опинившись разом на поверхні, колоністи, персонал RCE та екіпаж Голдена стикаються з безліччю проблем, серед яких нестача їжі та води, нашестя токсичних черв'яків та грибок, що призводить до сліпоти. Видіння Міллера наказує Голдену дослідити руїни інопланетян, де знаходиться сліпа зона, щоб вивести з ладу планетарну оборонну систему. Голден дозволяє баченню Міллера вести його до інопланетних руїн. Мертрі, думаючи, що захищає права RCE на планету, вирушає за ним. Елві, який зблизився з Голденом, вирушає з Амосом, щоб попередити його про небезпеку.
Тим часом люди на орбіті навколо планети намагаються запобігти своїй неминучій загибелі через руйнування орбіти. Відчайдушно намагаючись повернути інженера Наомі, Алекс відправляє Басю визволити її з корабля Едвард Ізраель. Хоча Басю захоплює ополчення інженерів, яких тренував Гавелок, сам Гавелок змінює своє рішення і звільняє Наомі, допомагаючи боротися з ополченцями і рятуючи Басю. Росинант намагається виграти час для корабля колоністів Барбапіккола, буксируючи його на вищу орбіту. Інженерне ополчення, за прямим наказом Мурті, атакує два інші кораблі, зриваючи план, хоча Гавелок перемагає бійців ополчення. Не маючи змоги відбуксирувати корабель, екіпажі Едварда Ізраеля та Росинанте натомість використовують портативні шлюзи для встановлення бульбашок життєзабезпечення, щоб доставити екіпаж Барбапікколи до інших кораблів прямо перед тим, як його орбіта зійде і він повернеться в атмосферу, врятувавши сотні колоністів.
Елві та Амос дістаються до Голдена, але потрапляють у засідку Мурті. Елві біжить на пошуки Голдена, а Амос б'ється з ним. Мертрі стріляє в Амоса, але не вбиває його. Голден просить Елві піти відключити мережу планетарного захисту, поки він бореться з Мертрі. Голден стріляє в Мертрі і виводить його з ладу, але, хоча він вважає, що той заслуговує на смерть, натомість вирішує забрати його назад до Сонячної системи для суду. Тим часом Елві керується баченням Міллера (який приймає фізичну форму робота, керованого протомолекулами), і вони знаходять «сліпу пляму», яку шукав Міллер — область простору, заповнену невідомою речовиною, що знищує будь-яку інопланетну технологію, яка вступає з нею в контакт. Міллер вважає, що це, ймовірно, фрагмент того, що знищило творців протомолекули. За наполяганням Міллера, Елві переносить машину, що керує планетарною оборонною мережею, в цей регіон і знищує її. Хоча вона очікує смерті, регіон її не вбиває.
Після затримання Мертрі, Голден, екіпаж Росинанта та Гавелок залишають Ілус, щоб повернутися до Сонячної системи. Бася та Елві вирішують залишитися на Ілусі, щоб відновити Першу Висадку. Після того, як виживання Першої Висадки всупереч усьому довело можливість існування позасонячних колоній, починається масова міграція людей через Кільце до інших сонячних систем.

## Персонажі
- Бася Мертон — один з біженців з Ганімеда, якому відмовили у безпечному притулку в Сонячній системі. Його корабель проштовхнувся крізь ворота, щоб першими заселити нову планету. Мешканці планети, яку вони назвали Ілус, знайшли багату жилу літію, що може стати цінним товаром для торгівлі з іншими системами. Організація Об'єднаних Націй відправляє на планету наукову партію з юридичною хартією на землю. Це штовхає Басю на вчинки, на які він ніколи не сподівався, і здається, що він має нескінченний набір рішень між поганими виборами, тоді як він лише намагається зробити те, що, на його думку, є найкращим для його родини.
- Елві Окойє — науковець у команді, відрядженій Організацією Об'єднаних Націй. Її початкове завдання полягало в тому, щоб спробувати дослідити планету в первозданному стані, але події роблять це неможливим. Згодом вона намагається розібратися в неймовірних речах, що відбуваються на планеті, через які здається, що найгостинніша біосфера, знайдена далеко від Землі, може вбити їх усіх.
- Дмитро Гавелок був напарником Міллера на Церері, а зараз є заступником начальника служби безпеки місії ООН на Новій Террі. Залишаючись на борту корабля, який його привіз, поки начальник служби безпеки переїжджає на поверхню, він дедалі більше занепокоєний діями свого керівника. Пізніше щасливе захоплення в'язня з Росивнанта запускає ланцюг подій, що матимуть довготривалі наслідки для людства.
- Джеймс Голден Відчуваючи, що на Ілусі/Новій Террі [5]назрівають проблеми, Крісджен Авасарала вважає, що для ведення переговорів і висвітлення подій на планеті потрібен хтось неупереджений, і обирає Джима Голдена. Відправившись у подорож, екіпаж з усіх сил намагається збалансувати колоніальні претензії, урядові пріоритети та істот, що пробуджуються на планеті в умовах кризи, яка перевершує всі їхні попередні турботи.
- Джо Міллер все ще намагається з'ясувати свою роль в інопланетній конструкції, зберігаючи при цьому зв'язок з Голденом. Врешті-решт, у нього з'являються докази, які дозволяють йому вимкнути інопланетну машину і, можливо, врятувати всіх. Однак у процесі цього рештки Міллера та Слідчого гинуть.

## Відгуки
Publishers Weekly відзначив «На згарищі Сіболи» оглядом і назвав його «чудовим».

## Видання в Україні
Український переклад книги було опубкліковано 2023 року видаництвом Навчальна книга Богдан. Переклад з англійської Олександра Мокровольського.